# Dugo Polje (Sokobanja)
Pour les articles homonymes, voir Dugo Polje et Dugopolje.
Dugo Polje (en serbe cyrillique : Дуго Поље) est un village de Serbie situé dans la municipalité de Sokobanja, district de Zaječar. Au recensement de 2011, il comptait 519 habitants.

## Démographie

### Évolution historique de la population
| 1948  | 1953  | 1961  | 1971  | 1981  | 1991 | 2002 | 2011 |
| ----- | ----- | ----- | ----- | ----- | ---- | ---- | ---- |
| 1 353 | 1 368 | 1 322 | 1 167 | 1 060 | 838  | 690  | 519  |

|  |